# 長田翼
長田 翼（おさだ つばさ、1993年4月30日 - ）は、日本の元男子バレーボール選手、バレーボール指導者である。

## 来歴
静岡県静岡市出身。兄の影響で中学1年生からバレーボールを始める。
清水商業高等学校、静岡産業大学藤枝校舎を経て、2015/16シーズン、V・チャレンジリーグII（当時のVリーグ3部リーグ）に所属するVC長野トライデンツに入団した。2015/16シーズンにV・チャレンジリーグIIの試合に出場し、Vリーグデビューを果たした。2016年、チームはV・チャレンジリーグIに昇格。
2018年、新たな国内リーグV.LEAGUEが設立され、VC長野はV.LEAGUE DIVISION1 MEN（V1男子）に所属となり、自身もV1の試合に出場した。
2019年、VC長野の主将に就任した。2021年に主将を退任し選手兼コーチに就任した。
2023年、2022-23シーズン終了をもって現役を引退しコーチに専念することとなった。

## 所属チーム
- 清水商業高等学校（2009-2012年）
- 静岡産業大学藤枝校舎（2012-2015年）
- VC長野トライデンツ（2015-2023年）